# Club des Quatre

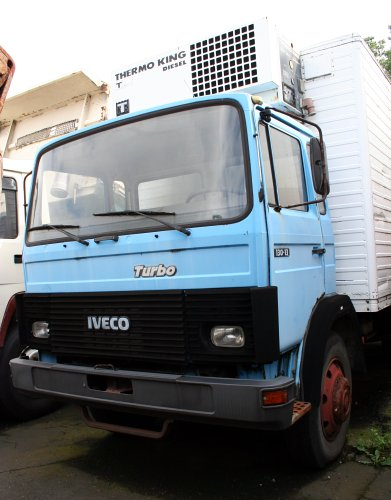
Iveco avec la cabine "Club des Quatre"

Le Club des Quatre (en anglais Club of Four, allemand Vierer-Club, suédois De fyras klubb) était une alliance entre les constructeurs de poids lourds SAVIEM, Volvo, DAF et Magirus-Deutz.
Officiellement la Société Européenne de Travaux et de Développement - ETD avait son siège social à Paris La cabine était un des composants les plus coûteux pour son développement. L'alliance a  permis de réduire les coûts pour les quatre constructeurs. En 1978, SAVIEM absorbe Berliet et donne naissance à Renault Véhicules Industriels (RVI), qui va continuer à faire partie de l'association. Magirus-Deutz est absorbé par Fiat V.I. en 1974 et intégré dans IVECO en 1975.
La cabine a été utilisée également aux États-Unis par Mack Trucks, qui va la conserver pendant 25 ans pour équiper sa gamme de camions moyens et légers comme le Magirus 90.M6FK de 6 tonnes.

## Volvo

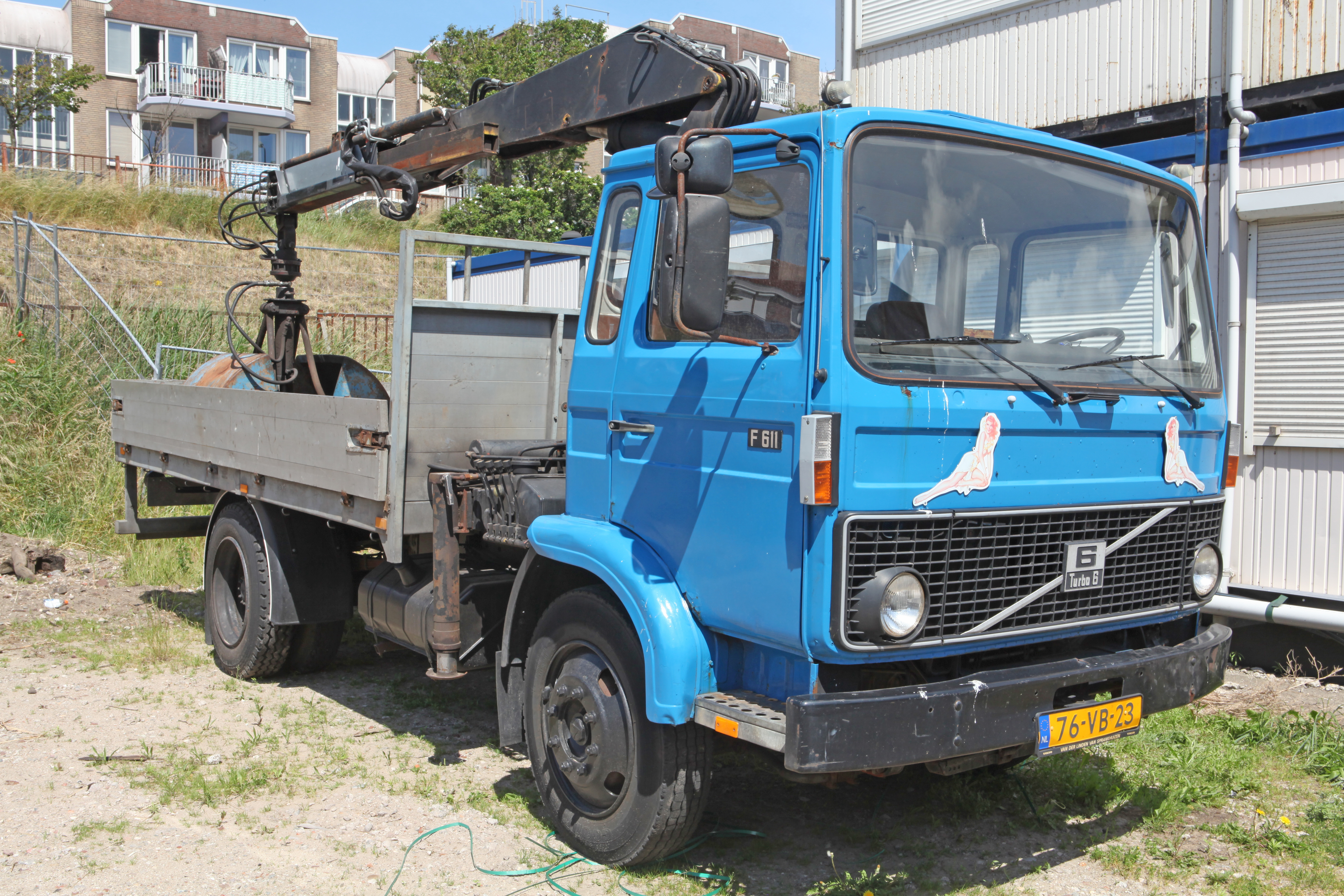
Volvo F611 de 1980

Volvo a utilisé la cabine sur les séries F4 (F406/F407/F408) et F6 (F609/F610/F611/F612/F613 & F614) jusqu'en 1985/1986 qui seront remplacés par le Volvo FL.
La cabine Club des Quatre a du être renforcée pour respecter les normes suédoises. Elle a été utilisée sur le CH.230, châssis avec des dimensions réduites et une puissance du moteur augmentée, pour le marché suisse.
Le Volvo CH.230, lancé en 1977, reprenait l'ancien châssis du F89 avec l'essieu du  F86 et le pont du N10. En 1980, Volvo lance une version avec la cabine du F7 et le châssis des F10-F12, qui va rester au catalogue jusqu'en 1986, remplacé par le FS10,.

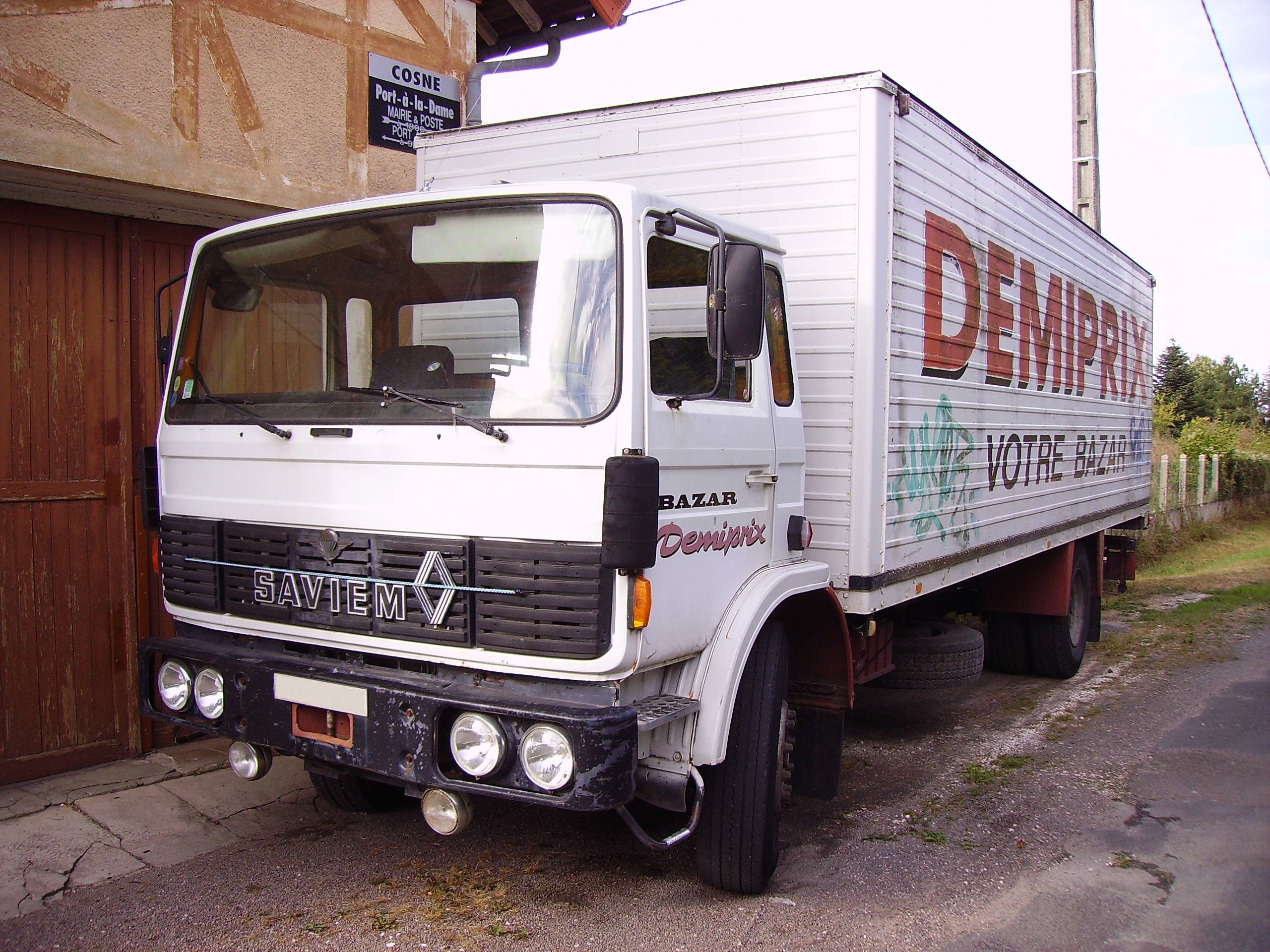
Saviem HB cabine Club des Quatre (1977)

## SAVIEM & RVI

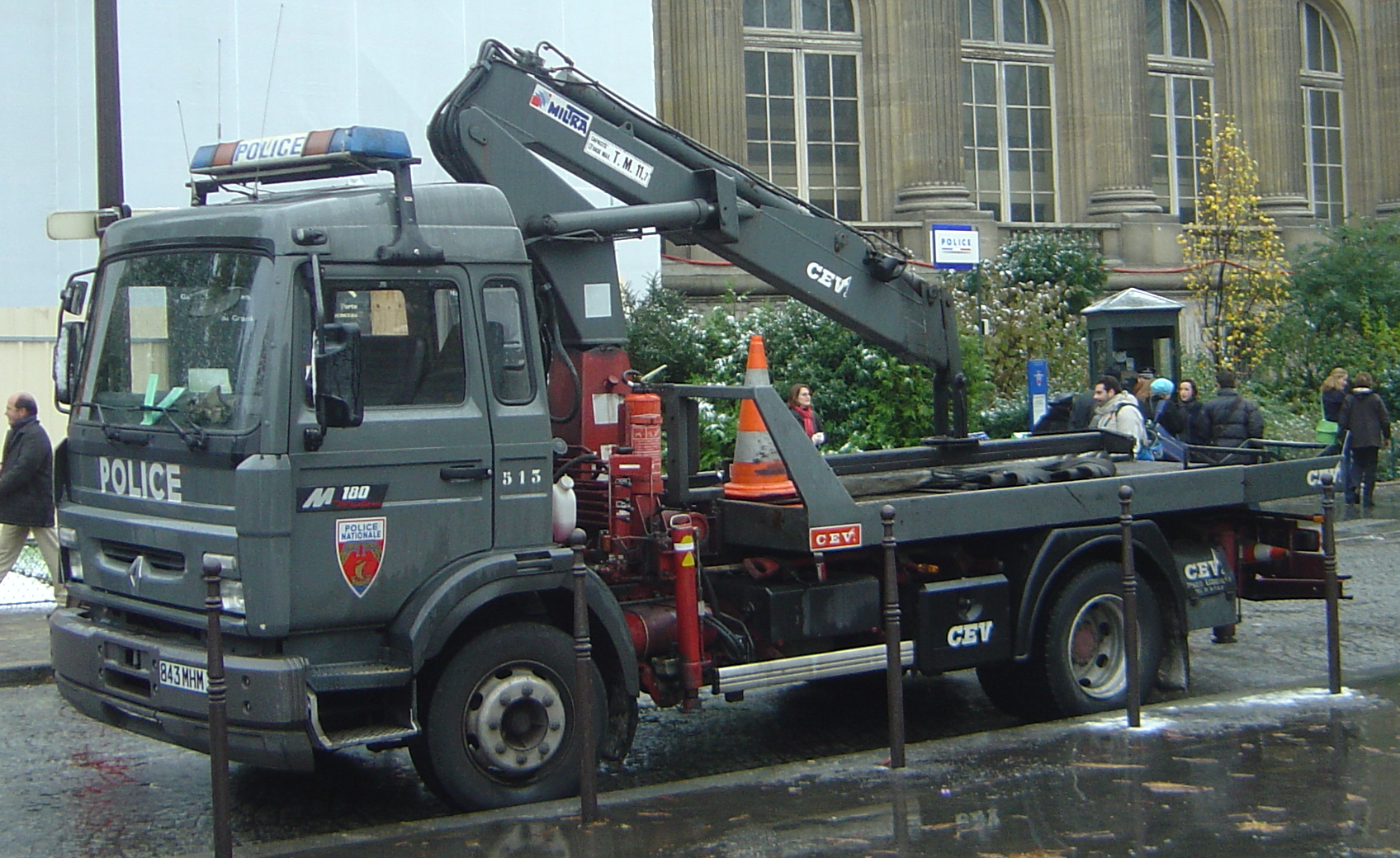
Renault Midliner des années 1990

Les modèles H/HB (26 t) et SAVIEM J (9-13 t) ont monté la cabine Club des Quatre, comme la série G, les JK.65/75/85 et les Renault gammes C & S. Cette même cabine a été montée sur les Renault Midliner, Maxter et Manager.

## Magirus-Deutz & IVECO

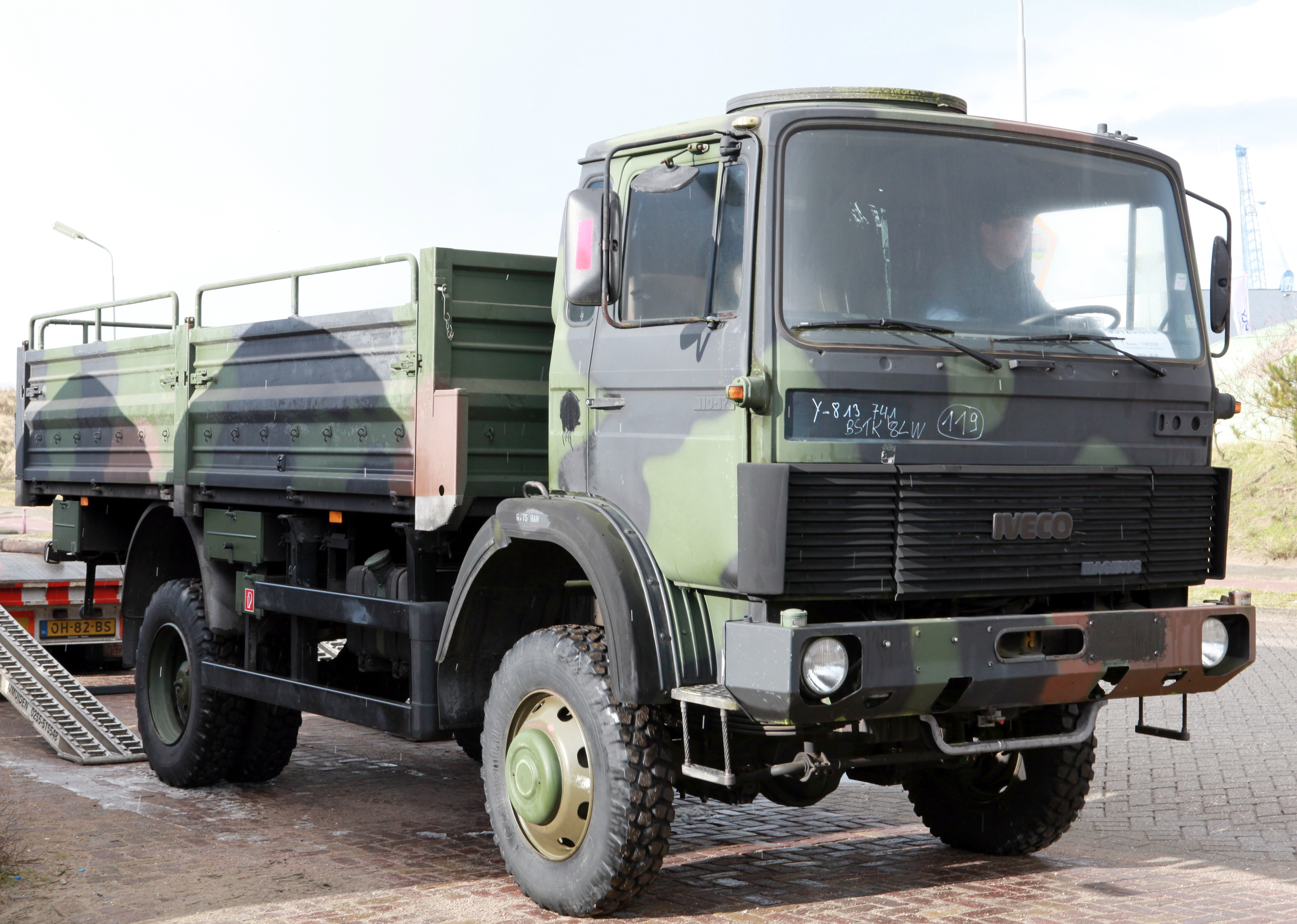
IVECO-Magirus militaire avec cabine Club des Quatre

Magirus-Deutz a monté la cabine Club des Quatre avant d'être racheté par Fiat V.I. en 1974 et intégré dans IVECO en 1975. Dans un premier temps, IVECO a commercialisé plusieurs modèles sous la marque Magirus ou IVECO Magirus et la série "MK" dotée de la cabine Club des Quatre.
La série Magirus-Deutz MK, produite en Allemagne, a été renommée Magirus-IVECO en 1980, puis IVECO-Magirus et, enfin, uniquement IVECO. Cette série a été commercialisée dans quasiment tous les pays d'Europe sauf en Italie et en Espagne. En 1992, la série IVECO MK a été remplacée par la très large gamme de l'IVECO EuroCargo.

## DAF
En 1975, DAF a doté les modèles F.700 et F.900 puis F.500, F.1100, F.1300 & F.1500 de la cabine "Club des Quatre". Après l'absorption de la division poids lourds de British Leyland en 1987, la cabine a été remplacée.

## Mack

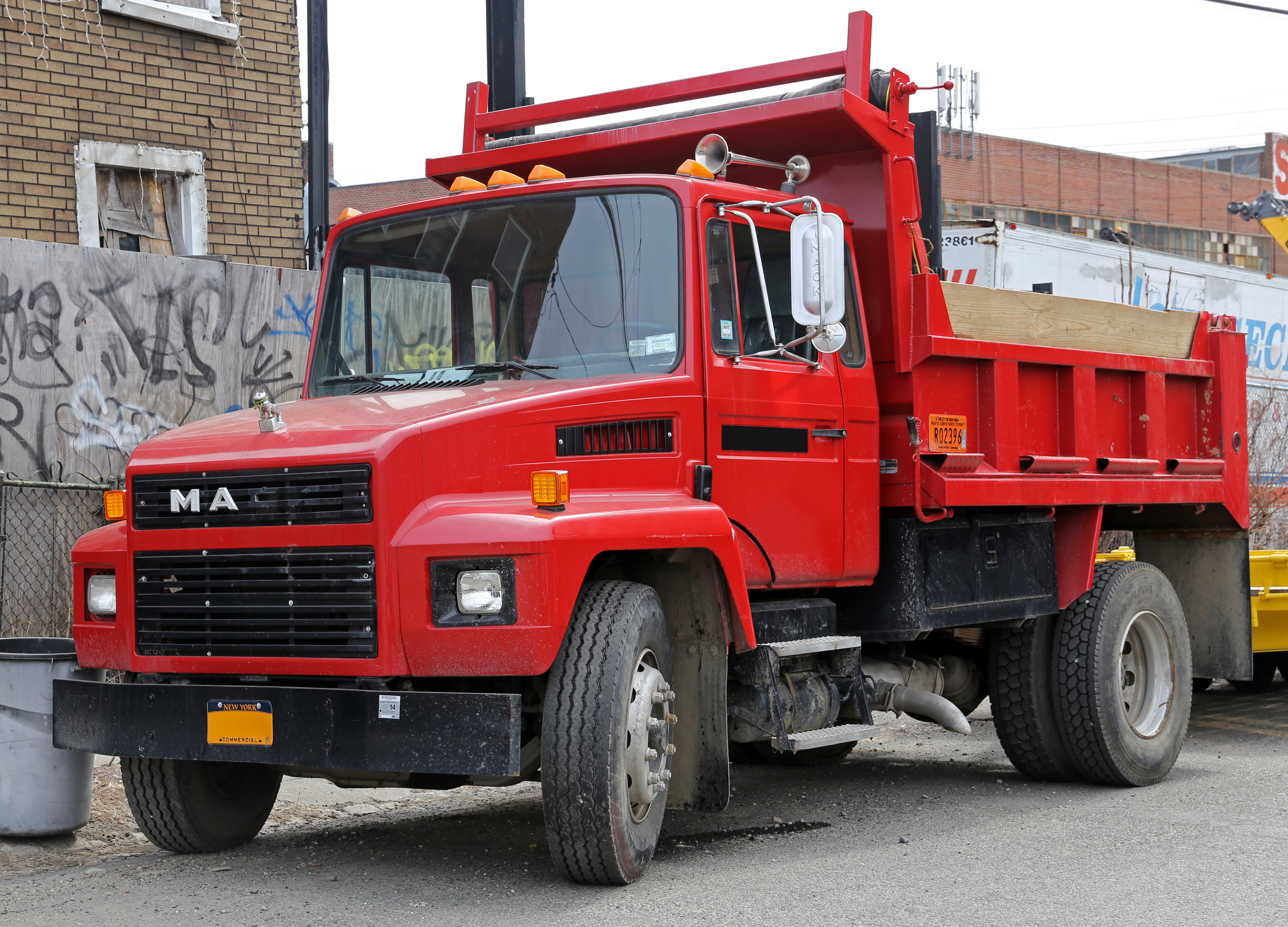
Mack CS300P de 1988

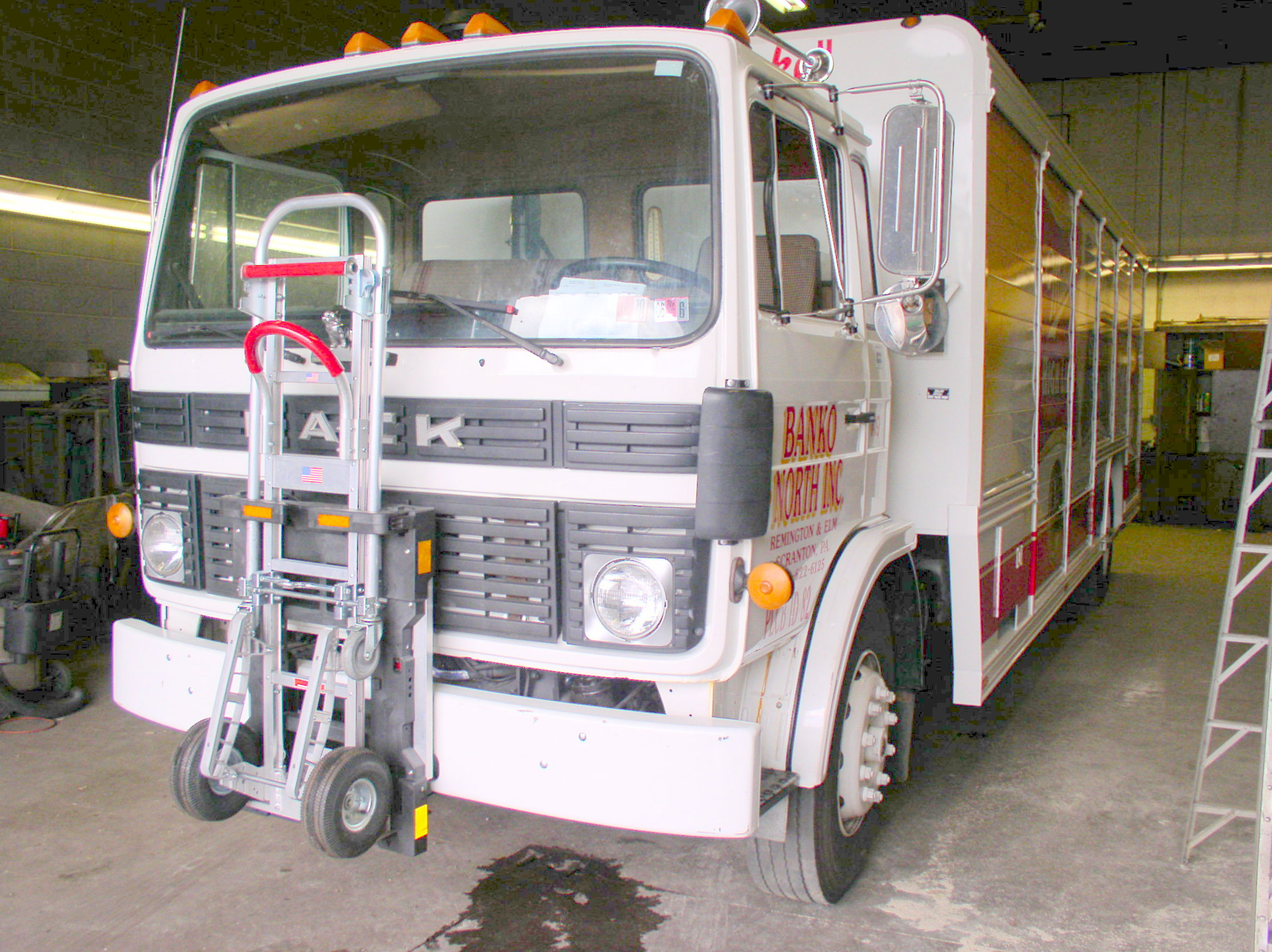
Mack Mid-Liner (1977)

Le constructeur américain Mack Trucks a utilisé la cabine Club des Quatre sur des châssis Renault (qui avait acquis 10% de la société en 1979). Construit par R.V.I. en France, il a été commercialisé sous le nom Mack Mid-Liner ou Manager, disponible en deux versions MS.200 et MS.300, équipés de moteurs de 5,5 et 8,8 litres diesel "turbocompressés" six cylindres développant 175 ch et 210 ch. Le MS300 a existé en version tractrice. Le Mack Mid-liner a été remplacé en 2001 par le Mack Freedom, produit par Renault Trucks. Une version équipée d'un moteur de moindre puissance, MS250, a été lancée au milieu des années 1980. La version CS ("Conventional Styling") remonte à 1985. La variante avec cabine avancée, CS300T, a été présentée peu après.